# Relaciones Costa Rica-Trinidad y Tobago
Las relaciones Costa Rica-Trinidad y Tobago se refieren a las relaciones internacionales que existen entre Costa Rica y Trinidad y Tobago.

## Historia
Las relaciones diplomáticas entre Costa Rica y Trinidad y Tobago se establecieron en 1972. Los Embajadores de Costa Rica en Trinidad y Tobago han sido  Noel Hernández Madrigal (Embajador en Caracas, concurrente 1975-1976), María Elena Chassoul Monge de Carmona (Embajador de carrera, concurrente con sede en Kingston, 1992-1994) y Carlos Isidro Echeverría Perera (acreditado desde el 13 de mayo de 1999).Es el socio comercial del Caribe anglo más importante de Costa Rica y con el cual se realizan las negociaciones finales de un Tratado de Libre Comercio, el segundo entre Costa Rica y el Caribe.

## Relaciones diplomáticas
- Costa Rica tiene una embajada en Puerto España.[2]
- Trinidad y Tobago tiene una embajada en San José.[3]